# Artemonici
Artemonianie – zwolennicy żyjącego w II wieku Artemona (Artemasa) uważający, że Jezus otrzymał boskość w chwili narodzin, a nazywanie go Bogiem jest błędne, gdyż Bóg nie ma początku. Utrzymywali także, że Pismo Święte zostało sfałszowane. Na temat sekty oraz jej założyciela zachowały się tylko skąpe informacje.